# Cancer Science
Cancer Science, abgekürzt Cancer Sci.,  ist eine wissenschaftliche Fachzeitschrift, die vom Wiley-Blackwell-Verlag veröffentlicht wird. Die Zeitschrift wurde unter dem Namen Gann gegründet, im Jahr 1985 wurde der Name in Japanese Journal of Cancer Research geändert. Seit 2003 hat die Zeitschrift den derzeitigen Namen. Sie ist ein offizielles Publikationsorgan der Japanese Cancer Association und erscheint mit zwölf Ausgaben im Jahr. Es werden Arbeiten aus allen Bereichen der Onkologie veröffentlicht.
Der Impact Factor lag im Jahr 2016 bei 3,974. Nach der Statistik des ISI Web of Knowledge wird das Journal mit diesem Impact Factor in der Kategorie Onkologie an 68. Stelle von 217 Zeitschriften geführt.